# The Little Panda Fighter
The Little Panda Fighter (Ursinho da pesada) è un film d'animazione direct-to-video del 2008 diretto da Michelle Gabriel.
È noto per essere un mockbuster di Kung Fu Panda.

## Trama
Un panda di nome Pancada lavora in un club di boxe e sogna di diventare un ballerino, inoltre è innamorato di una cameriera di nome Beth. Il suo capo, un orso polare di nome Polaris, vede vincere di nuovo il suo campione, Fenomenorso, contro uno sfidante e conclude che Fenomenorso non crea più spettacolo in quanto vince sempre ogni incontro, a danno del club. Nel frattempo Pancada visita il suo istruttore di danza, il Maestro Xin, che gli insegna la lealtà.
Il giorno seguente Polaris trova un costume nero e chiama Pancada per dirgli il suo piano: vuole fingere di essere un nuovo lottatore per battere Fenomenorso e non perdere la gestione del club. Pancada però nota che il costume ha un odore cattivo e Polaris glielo fa lavare. Il giorno dell’incontro Polaris indossa Il costume che però si restringe a causa del lavaggio di Pancada, dandogli un aspetto simile a un panda: Polaris inizia comunque il combattimento con Fenomenorso e gli spettatori scambiano Polaris per Pancada, mentre quello vero partecipa a un'audizione per una scuola di ballo che, nonostante lyui definisca un successo, ottiene pareri discostanti dai giudici e dal suo maestro.
Polaris vince l’incontro contro Fenomenorso e, a causa del suo aspetto da panda, gli spettatori si congratulano erroneamente con Pancada per essere un forte combattente; Pancada, in compenso, pensando che loro abbiano apprezzato la sua audizione di ballo, crede erroneamente che si stiano congratulando con lui per le sue abilità di ballo. Pancada, godendosi il trattamento da campione, chiede a Polaris di allenarlo intensamente per gli incontri in quanto "li piace essere trattato da campione e lo vuole diventare veramente". Intanto, però, il Maestro Xin gli impone la scelta fra lottare o spiegare la verità, Pancada stesso entra sul ring per combattere Fenomenorso, ma perde l’incontro. Dopo aver concluso l’incontro, Polaris informa a Pancada di aver scommesso su Fenomenorso, diventando ricco. Dopo Polaris si ritira dal club e va sulle montagne, e Pancada diventa il capo del club di boxe e lo trasforma in una discoteca.

## Cast
| Nome del personaggio | Doppiatore brasiliano | Doppiatore italiano |
| -------------------- | --------------------- | ------------------- |
| Pancada              | Raul Schlosser        | Renato Novara       |
| Polaris              | Sidney Ross           | Gianni Gaude        |
| Beth                 | Claudia Victoria      | Manuela Tamietti    |
| Fenomenorso          | Claudio Satrio        | -                   |
| Maestro Xin          | Charlie Mambertt      | Alberto Olivero     |
| Moccino              | Sidney Ross           | Oliviero Cappellini |

## Produzione
Il film è stato prodotto dallo studio di animazione Video Brinquedo in concomitanza con il film Kung Fu Panda. Le animazioni del film sono state completate da Paulo Biagioni, Renato Fujie, Arturo Hernández, e dal direttore, Michelle Gabriel.